# 12 (película)
12 (Doce) (Двена́дцать en V.O, transl. Dvenádtsat) es una película rusa de 2007 dirigida por Nikita Mijalkov y basada en el guion para televisión de Reginald Rose: Twelve Angry Men. La premier del film tuvo lugar en el Festival de Cine de Venecia en donde Mikhalkov se hizo con el León de Oro por el trabajo.

## Argumento
Un joven checheno (Apti Magamaev) es acusado del asesinato de su padrastro: un oficial del ejército ruso. Un jurado formado por doce hombres debe decidir si es el culpable del crimen, sin embargo, uno de ellos (Sergei Makovetsky) es partidario de la absolución. Debido a que el acuerdo entre todos ha de ser unánime, los jurados revisan de nuevo el caso hasta que uno por uno llegan a la conclusión de que al joven acusado le tendieron una trampa puesto que el asesinato fue cometido por unos criminales involucrados en negocios de la construcción. Los diálogos son interrumpidos con frecuencia a modo de flashbacks que relatan la infancia del checheno en tiempos de guerra.

## Reparto
- Sergei Makovetsky - 1.er Jurado
- Nikita Mikhalkov - 2.º Jurado
- Sergei Garmash - 3.er Jurado
- Valentin Gaft - 4.º Jurado
- Alexei Petrenko - 5.º Jurado
- Yuri Stoyanov - 6.º Jurado
- Sergei Gazarov - 7.º Jurado
- Mikhail Yefremov - 8.º Jurado
- Alexei Gorbunov - 9.º Jurado
- Sergei Artsybashev - 10.º Jurado
- Viktor Verzhbitsky - 11.º Jurado
- Roman Madyanov - 12.º Jurado
- Alexander Adabashyan - Bailío
- Apti Magamayev - Joven checheno

## Recepción
La película obtuvo críticas dispares por parte de la opinión pública rusa y del extranjero. El jurado del Festival de Cine de Venecia definió el film como "la confirmación maestra de Mikhalkov de explorar y revelarnos las humanidades y emociones y la complejidad de la existencia". El ex primer ministro de Rusia Vladímir Putin vio la película con sus homólogos checheno Ramzan Kadyrov e ingusetio Murat Zyazikov junto al equipo técnico y de reparto de la película en la residencia de Putin en Novo Ogarevo. Tras finalizar la reproducción, Putin comentó que la producción le hizo "soltar una lágrima".
Por otro lado, la periodista de [entonces] Russkiy Kurier: Zoya Svetova comentó que la película es pro-Putin al señalar que el portavoz del jurado es agente secreto del gobierno, mientras que otro jurado que supuestamente representa a un liberal parece una representación de la opositora Valeria Novodvorskaya Otro miembro es visto como una caricatura del productor Dmitri Lesnevski.

### Premios
El 8 de septiembre de 2007, la película obtuvo un León de Oro en el Festival de Cine de Venecia y fue alabada por la mayoría de críticos del certamen. Por otro lado, fue nominado a un Óscar a la mejor película de habla no inglesa.